# مسائل زیست‌محیطی

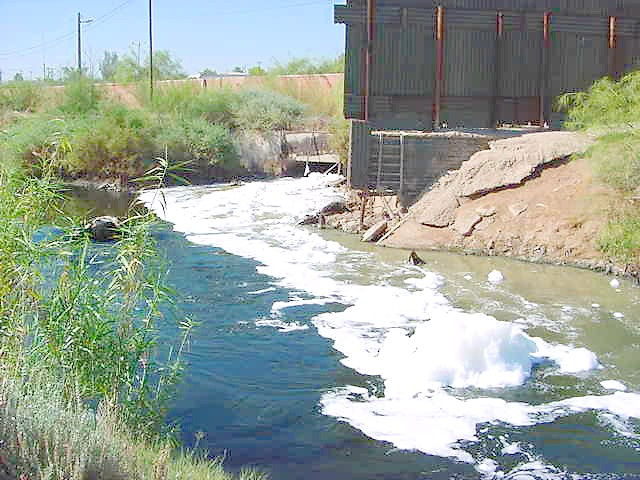
آلودگی آب یک موضوع زیست‌محیطی است که بسیاری از آب‌ها را تحت تأثیر قرار می‌دهد. این عکس کف روی رودخانه نیو را نشان می‌دهد که از مکزیک وارد ایالات متحده می‌شود.

مسائل زیست‌محیطی، مشکلات زیست‌محیطی یا معضلات زیست‌محیطی (به انگلیسی: Environmental issues) پیامدهای فعالیت انسان بر محیط زیست بیوفیزیکی است که بیشتر آنها اثرات زیان‌باری هستند که سبب تخریب محیط زیست می‌شوند. حفاظت از محیط زیست عملی برای حفاظت از محیط زیست طبیعی در سطوح فردی، سازمانی یا دولتی به سود محیط زیست و انسان است. محیط‌گرایی، یک جنبش اجتماعی و زیست‌محیطی، به مسائل زیست‌محیطی از طریق حمایت، آموزش قانون‌گذاری و کنشگری می‌پردازد.
مسائل زیست‌محیطی اثرات فعالیت انسان بر محیط زیست بیوفیزیکی است که بیشتر آنها اثرات مضری هستند که باعث تخریب محیط زیست می‌شوند. حفاظت از محیط زیست عملی برای حفاظت از محیط زیست طبیعی در سطوح فردی، سازمانی یا دولتی به سود محیط زیست و انسان است. محیطگرایی، یک جنبش اجتماعی و زیست‌محیطی، به مسائل زیست‌محیطی از طریق حمایت، آموزش قانون‌گذاری و فعالیت می‌پردازد.

## انواع
انواع مسائل زیست‌محیطی درحال حاضر می‌تواند شامل تغییرات آب و هوا، آلودگی، تخریب محیط زیست و تهی سازی منابع طبیعی باشد. جنبش حفاظت از محیط زیست اساساً گونه‌های در خطر انقراض، مناطق طبیعی با ارزش اکولوژیکی یا بوم‌شناسانه، غذاهای اصلاح شده ژنتیکی و گرم شدن کره زمین را لابی می‌کند. سازمان ملل متحد نیز چارچوب‌ها و مسائل بین‌المللی محیط زیست برای سه موضوع کلیدی تغییرات آب و هوا، آلودگی و از دست دادن تنوع زیستی را به عنوان «بحران‌های سه گانه زمین» کدگذاری کرده است.

## تخریب
تخریب محیط زیست از طریق تهی‌سازی منابعی مانند آب، هوا و خاک ویا تخریب اکوسیستم‌ها، نابودی زیستگاه، انقراض حیات وحش، و آلودگی یعنی هرگونه تغییر یا اختلال در محیط که برای حیات ارگانیک مضر یا نامطلوب تلقی شود تعریف می‌شود. فرایند تخریب محیط زیست، تأثیر مسائل زیست‌محیطی را تشدید می‌کند و اثرات ماندگاری بر محیط باقی می‌گذارد. تخریب محیط زیست یکی از ده تهدیدی است که به‌طور رسمی توسط هیئت بلندپایه تهدیدها، چالش‌ها و تغییر سازمان ملل متحد نسبت به آن هشدار داده شده است. استراتژی بین‌المللی سازمان ملل برای کاهش بلایا، تخریب محیط زیست را «کاهش ظرفیت محیط زیست برای برآوردن اهداف و نیازهای اجتماعی و اکولوژیکی» تعریف می‌کند. تخریب محیط زیست انواع مختلفی دارد. مانند از بین‌رفتن زیستگاه‌های طبیعی و منابع طبیعی یا جنگل‌زدایی که به راحتی قابل مشاهده است. یا از طریق عوامل غیر مستقیم مانند ایجاد آلودگی پلاستیک به مرور زمان یا تجمع گازهای گلخانه‌ای که باعث ایجاد نقطه‌های عطف سامانه اقلیمی می‌شود. تلاش برای مقابله با این مشکل حفاظت از محیط زیست و مدیریت منبع زیست‌محیطی محسوب می‌شود. یکی از عوامل تخریب محیط زیست سوء مدیریت محیط زیست است. سوء مدیریت محیط زیست موضوعی که همچنین می‌تواند منجر به درگیری‌های زیست‌محیطی بشود که مردم آنها را در اعتراض به کسانی سازماندهی می‌کنند که عامل بد مدیریت کردن محیط زیست هستند.